# Merethe Lindstrøm
Merethe Lindstrøm est une nouvelliste et romancière norvégienne née le 26 mai 1963 à Bergen.

## Biographie
Avant d'avoir le succès comme écrivaine, Merethe Lindstrøm a travaillé comme chanteuse de rock avec des groupes de musique à Oslo et à Berlin. Depuis son début en 1983 avec un recueil de nouvelles elle a publié des nouvelles, des romans et un livre pour enfants.
En 2008, elle a reçu le prix Dobloug (en même temps que Ragnar Hovland) pour l'ensemble de sa carrière.
Son roman Dager i stillhetens historie paru en 2011 a obtenu le prix norvégien de la critique littéraire (Den norske Kritikerprisen for litteraturen) et le grand prix de littérature du Conseil nordique en 2012,. Elle a obtenu en outre le prix Amalie Skram 2012.

## Œuvres
- Sexorcisten og andre fortellinger, recueil de nouvelles (1983)
- Borte, men savnet, recueil de nouvelles (1986)
- Kannibal-leken, recueil de nouvelles (1990)
- Regnbarnas rike, roman (1992)
- Svømme under vann, recueil de nouvelles (1994)
- Steinsamlere, roman (1996)
- Stedfortrederen, roman (1997), traduit en français par Alain Gnaedig sous le titre de « Le Remplaçant » (Éditions Gallimard, 2000)
- Mille og den magiske kringlen, livre pour enfants (avec Gro Hege Bergan) (1997)
- Jeg kjenner dette huset, recueil de nouvelles (1999)
- Natthjem, roman (2002)
- Ingenting om mørket, roman (2003)
- Barnejegeren, roman (2005)
- Gjestene, recueil de nouvelles (2007)
- Det må ha vært ensomt der. Utvalgte noveller, nouvelle (2008)
- Dager i stillhetens historie, roman (2011), traduit en français par Marina Heide sous le titre « Quelques jours dans l'histoire du silence » (Cambourakis, 2023)
- Arkitekt, recueil de nouvelles (2013)
- Fra vinterarkivene, roman (2015)
- Nord, roman (2017), traduit en français par Marina Heide sous le titre de « Nord » (Cambourakis, 2020)
- Fuglenes anatomi, roman (2019)